# AB Transport Group
AB Transport Group is een Nederlandse marathonschaatsploeg onder leiding van Jillert Anema. Naast het dames- en herenteam A-ware/Fonterra is dit het derde marathonteam van Anema.

## Seizoen 2016-2017
De volgende marathonschaatsers maken deel uit van dit team:
- KC Boutiette
- Ewen Fernandez
- Chris Huizinga
- Erik Jan Kooiman
- Olivier Jean
- Niels Mesu